# UAE Tour
UAE Tour – kolarski wyścig wieloetapowy rozgrywany w Zjednoczonych Emiratach Arabskich od 2019. 
Impreza powstała z połączenia wyścigów Abu Dhabi Tour i Dubai Tour. Odbywa się od 2019, od początku istnienia będąc częścią UCI World Tour.

## Zwycięzcy
Opracowano na podstawie:
| Rok  | Pierwsze            | Drugie             | Trzecie          |
| ---- | ------------------- | ------------------ | ---------------- |
| 2019 | Primož Roglič       | Alejandro Valverde | David Gaudu      |
| 2020 | Adam Yates          | Tadej Pogačar      | Aleksiej Łucenko |
| 2021 | Tadej Pogačar       | Adam Yates         | João Almeida     |
| 2022 | Tadej Pogačar       | Adam Yates         | Pello Bilbao     |
| 2023 | Remco Evenepoel     | Lucas Plapp        | Adam Yates       |
| 2024 | Lennert Van Eetvelt | Ben O’Connor       | Pello Bilbao     |
| 2025 | Tadej Pogačar       | Giulio Ciccone     | Pello Bilbao     |